# Zwolsche Boys in het seizoen 1959/60
Het seizoen 1959/1960 was het 43e jaar in het bestaan van de Zwolse betaaldvoetbalclub Zwolsche Boys. De club kwam uit in de Tweede divisie B en eindigde daarin op de 12e plaats.

## Wedstrijdstatistieken

### Tweede divisie B
| 1e speelronde                                                                   | Rheden                                                                                              | 1 – 1 (1 – 1) | Zwolsche Boys                                              |
| 6 september 1959 Plaats: Rheden Thomassen-terrein Toeschouwers: 1.500           | Ap Bosveld 32'                                                                                      |               | 40' Tinus van Kampen                                       |
| 2e speelronde                                                                   | Zwolsche Boys                                                                                       | 0 – 1 (0 – 1) | PEC                                                        |
| 13 september 1959 Plaats: Zwolle Gemeentelijk Sportpark Toeschouwers: 5.500     | |               | 25' Dirk van der Wetering                                  |
| 3e speelronde                                                                   | Heerenveen                                                                                          | 8 – 4 (3 – 3) | Zwolsche Boys                                              |
| 20 september 1959 Plaats: Heerenveen Gemeentelijk Sportpark Toeschouwers: 1.500 | Bart Hainje (pen) 7' Sikke Venema 18', 58', 64', –' Gerrit Abma 20' Henk Weide 52' Klaas Ringia 53' |               | 1', 81' Wim Bisschop 2' Tinus van Kampen 4' Hennie van Nee |
| 4e speelronde                                                                   | Zwolsche Boys                                                                                       | 2 – 4 (1 – 1) | Zwartemeer                                                 |
| 27 september 1959 Plaats: Zwolle Gemeentelijk Sportpark Toeschouwers: 3.000     | Tjeerd Henstra 43' Tinus van Kampen 71'                                                             |               | 24', 87' Tonny Roosken 63', 77' Andries Kalter             |
| 5e speelronde                                                                   | Velocitas                                                                                           | 2 – 1 (1 – 1) | Zwolsche Boys                                              |
| 11 oktober 1959 Plaats: Groningen Stadspark Toeschouwers: 3.500                 | Willy Rozenboom 21', 70'                                                                            |               | 30' Hennie van Nee                                         |
| 6e speelronde                                                                   | Zwolsche Boys                                                                                       | 1 – 3 (0 – 0) | Be Quick                                                   |
| 18 oktober 1959 Plaats: Zwolle Gemeentelijk Sportpark Toeschouwers: 2.000       | Rein van Veen 50'                                                                                   |               | 56', 73' Ap Hansems 59' Dirk Roelfsema                     |
| 7e speelronde                                                                   | Hilversum                                                                                           | 3 – 1 (1 – 1) | Zwolsche Boys                                              |
| 25 oktober 1959 Plaats: Hilversum Gemeentelijk Sportpark Toeschouwers: 4.000    | Chris Lefering 21' Jozef Siahaya 77' Henk van der Voort 78'                                         |               | 15' Wim Bisschop                                           |
| 8e speelronde                                                                   | Zwolsche Boys                                                                                       | 3 – 0 (2 – 0) | Zeist                                                      |
| 8 november 1959 Plaats: Zwolle Gemeentelijk Sportpark Toeschouwers: 2.500       | Tinus van Kampen 28', 87' Hennie van Nee 32'                                                        |               |                                                            |
| 9e speelronde                                                                   | Velox                                                                                               | 1 – 0 (0 – 0) | Zwolsche Boys                                              |
| 15 november 1959 Plaats: Utrecht Galgenwaard Toeschouwers: 2.500                | Jaap van der Horst 90'                                                                              |               |                                                            |
| 10e speelronde                                                                  | Zwolsche Boys                                                                                       | 2 – 2 (1 – 0) | Enschedese Boys                                            |
| 22 november 1959 Plaats: Zwolle Gemeentelijk Sportpark Toeschouwers: 2.500      | Wim Bisschop 23', 54'                                                                               |               | 69' Gerrit Moddejonge 70' Bennie van Stuivenberg           |
| 11e speelronde                                                                  | Oldenzaal                                                                                           | 0 – 2 (0 – 2) | Zwolsche Boys                                              |
| 29 november 1959 Plaats: Oldenzaal Het Heuveltje Toeschouwers: 2.000            | |               | 18' Tjeerd Henstra 44' Henk Overmars                       |
| 12e speelronde                                                                  | Zwolsche Boys                                                                                       | 3 – 2 (3 – 1) | Tubantia                                                   |
| 6 december 1959 Plaats: Zwolle Gemeentelijk Sportpark Toeschouwers: 3.000       | Wim Bisschop 7' Tjeerd Henstra 18' (pen.), 40'                                                      |               | 26' (pen.) Dick Scholder 50' András Béres                  |
| 13e speelronde                                                                  | Zwolsche Boys                                                                                       | 2 – 1 (1 – 0) | Rheden                                                     |
| 13 december 1959 Plaats: Zwolle Gemeentelijk Sportpark Toeschouwers: 2.500      | Henk Overmars 41' Tjeerd Henstra 81' (pen.)                                                         |               | 88' Ap Bosveld                                             |
| 14e speelronde                                                                  | PEC                                                                                                 | 1 – 1 (1 – 1) | Zwolsche Boys                                              |
| 20 december 1959 Plaats: Zwolle De Vrolijkheid Toeschouwers: 6.000              | Benny Nijboer 22' (pen.)                                                                            |               | 17' Wim Bisschop                                           |
| 15e speelronde                                                                  | Zwolsche Boys                                                                                       | 1 – 0 (0 – 0) | Heerenveen                                                 |
| 27 december 1959 Plaats: Zwolle Gemeentelijk Sportpark Toeschouwers: 3.000      | Rein van Veen 57'                                                                                   |               |                                                            |
| 16e speelronde                                                                  | Zwartemeer                                                                                          | 3 – 0 (0 – 0) | Zwolsche Boys                                              |
| 3 januari 1960 Plaats: Klazienaveen Mr. Ovingstraat Toeschouwers: 3.000         | Job Drent 65' Tonny Roosken 68', 80'                                                                |               |                                                            |
| 17e speelronde                                                                  | Zwolsche Boys                                                                                       | 2 – 0 (2 – 0) | Hilversum                                                  |
| 7 februari 1960 Plaats: Zwolle Gemeentelijk Sportpark Toeschouwers: 3.000       | Rein van Veen 24' Wim Bisschop 42'                                                                  |               |                                                            |
| 18e speelronde                                                                  | Be Quick                                                                                            | 2 – 1 (1 – 1) | Zwolsche Boys                                              |
| 14 februari 1960 Plaats: Groningen Esserberg Toeschouwers: 3.500                | János Bédl 18' (pen.) Ap Hansems 46'                                                                |               | 12' (pen.) Tjeerd Henstra                                  |
| 19e speelronde                                                                  | Zeist                                                                                               | 0 – 0         | Zwolsche Boys                                              |
| 21 februari 1960 Plaats: Zeist De Koeburg Toeschouwers: 2.000                   | |               |                                                            |
| 20e speelronde                                                                  | Zwolsche Boys                                                                                       | 3 – 3 (3 – 1) | Velocitas                                                  |
| 28 februari 1960 Plaats: Zwolle Gemeentelijk Sportpark Toeschouwers: 3.000      | Wim Bisschop 4', 13', 23'                                                                           |               | 30', 53' Evert Drommel 47' Willy Rozenboom                 |
| 21e speelronde                                                                  | Zwolsche Boys                                                                                       | 5 – 1 (3 – 0) | Velox                                                      |
| 6 maart 1960 Plaats: Zwolle Gemeentelijk Sportpark Toeschouwers: 3.000          | Hennie van Nee 6', 39' Henk Overmars 44', 88' Wim Bisschop                                          |               | 62' (e.d.) Bé Tuin                                         |
| 22e speelronde                                                                  | Enschedese Boys                                                                                     | 0 – 0         | Zwolsche Boys                                              |
| 13 maart 1960 Plaats: Enschede Heekpark Toeschouwers: 5.500                     | |               |                                                            |
| 23e speelronde                                                                  | Zwolsche Boys                                                                                       | 0 – 1 (0 – 0) | Oldenzaal                                                  |
| 20 maart 1960 Plaats: Zwolle Gemeentelijk Sportpark Toeschouwers: 3.000         | |               | 82' Gerrit Kuiper                                          |
| 24e speelronde                                                                  | HVV Tubantia                                                                                        | 3 – 2 (1 – 2) | Zwolsche Boys                                              |
| 27 maart 1960 Plaats: Hengelo Veldwijk Toeschouwers: 5.000                      | Jan Ruinemans 28', 70' Wim Perik                                                                    |               | 3', 25' Wim Bisschop                                       |

### Degradatiecompetitie
| 1e speelronde                                                                                         | Zwolsche Boys                                                                             | 0 – 0         | UVS                                                        |
| 10 april 1960 Plaats: Zwolle Gemeentelijk Sportpark Toeschouwers: 3.500                               |                                                                                           |               |                                                            |
| 2e speelronde                                                                                         | Rheden                                                                                    | 0 – 0         | Zwolsche Boys                                              |
| 16 april 1960 Plaats: Rheden Thomassen-terrein Toeschouwers: 3.000                                    |                                                                                           |               |                                                            |
| 3e speelronde                                                                                         | Zwolsche Boys                                                                             | 0 – 0         | Velocitas                                                  |
| 18 april 1960 Plaats: Zwolle Gemeentelijk Sportpark Toeschouwers: 3.500 Scheidsrechter: Dhr. Lazeroms |                                                                                           |               |                                                            |
| 4e speelronde                                                                                         | Baronie                                                                                   | 2 – 3 (1 – 2) | Zwolsche Boys                                              |
| 24 april 1960 Plaats: Breda Fatimastraat Toeschouwers: 2.500                                          | Frans Roelandt 15' Kees Groeneveld 90'                                                    |               | 20' Rein van Veen 35' Theo Heidenrijk 60' Wim Bisschop     |
| 5e speelronde                                                                                         | Zwolsche Boys                                                                             | 1 – 1 (0 – 0) | Zwartemeer                                                 |
| 1 mei 1960 Plaats: Zwolle Gemeentelijk Sportpark Toeschouwers: 4.000                                  | Hennie van Nee 64'                                                                        |               | 55' Tonny Roosken                                          |
| 6e speelronde                                                                                         | Zwolsche Boys                                                                             | 4 – 3 (1 – 3) | Xerxes                                                     |
| 5 mei 1960 Plaats: Zwolle Gemeentelijk Sportpark                                                      | Tjeerd Henstra 14' Wim Bisschop 47', 87' Hennie van Nee 80'                               |               | 11' Kees Hendriks 17' Frans Wuijts 37' Joop Winterswijk    |
| 7e speelronde                                                                                         | ONA                                                                                       | 1 – 4 (0 – 2) | Zwolsche Boys                                              |
| 8 mei 1960 Plaats: Gouda Walvisstraat Toeschouwers: 3.000                                             | Jan Nijman 66'                                                                            |               | 1' Tjeerd Henstra 26' Hennie van Nee 84', 86' Wim Bisschop |
| 8e speelronde                                                                                         | UVS                                                                                       | 4 – 0 (1 – 0) | Zwolsche Boys                                              |
| 15 mei 1960 Plaats: Leiden Wassenaarseweg Toeschouwers: 5.000                                         | Wim van Kampen 21', 77' (pen.) Leo van Toorn 80' Han Verhoeks 81'                         |               |                                                            |
| 9e speelronde                                                                                         | Zwolsche Boys                                                                             | 2 – 1 (1 – 1) | Rheden                                                     |
| 22 mei 1960 Plaats: Zwolle Gemeentelijk Sportpark                                                     | Wim Bisschop 5' Tinus van Kampen 81'                                                      |               | 39' Ap Bosveld                                             |
| 10e speelronde                                                                                        | Velocitas                                                                                 | 0 – 0         | Zwolsche Boys                                              |
| 26 mei 1960 Plaats: Groningen Oosterpark Toeschouwers: 3.000                                          |                                                                                           |               |                                                            |
| 11e speelronde                                                                                        | Zwolsche Boys                                                                             | 1 – 1 (1 – 0) | Baronie                                                    |
| 29 mei 1960 Plaats: Zwolle Gemeentelijk Sportpark                                                     | Hennie van Nee 11'                                                                        |               | 87' Ad Kop                                                 |
| 12e speelronde                                                                                        | Zwartemeer                                                                                | 2 – 2 (1 – 0) | Zwolsche Boys                                              |
| 4 juni 1960 Plaats: Klazienaveen Mr. Ovingstraat Toeschouwers: 4.000                                  | Smit 23' Gerard Lippold 70'                                                               |               | 55' Rein van Veen 74' Tjeerd Henstra                       |
| 13e speelronde                                                                                        | Xerxes                                                                                    | 1 – 2 (1 – 2) | Zwolsche Boys                                              |
| 6 juni 1960 Plaats: Rotterdam Xerxesweg                                                               | Peet Geel –' (pen.)                                                                       |               | 10' Rein van Veen 30' Tinus van Kampen                     |
| 14e speelronde                                                                                        | Zwolsche Boys                                                                             | 6 – 1 (1 – 1) | ONA                                                        |
| 12 juni 1960 Plaats: Zwolle Gemeentelijk Sportpark Toeschouwers: 3.000                                | Rein van Veen 29' Hennie van Nee 46' Tjeerd Henstra 49' (pen.), 77', 83' Wim Bisschop 87' |               | 10' Atteveld                                               |

## Statistieken Zwolsche Boys 1959/1960

### Eindstand Zwolsche Boys in de Nederlandse Tweede divisie B 1959 / 1960
| Stand | Gespeeld | Gewonnen | Gelijk | Verloren | Punten | Doelpunten voor | Doelpunten tegen |
| ----- | -------- | -------- | ------ | -------- | ------ | --------------- | ---------------- |
| 12e   | 24       | 7        | 6      | 11       | 20     | 37              | 42               |

### Topscorers
| #      | Naam             | Goal |
| ------ | ---------------- | ---- |
| 1.     | Wim Bisschop     | 14   |
| 2.     | Tjeerd Henstra   | 6    |
| 3.     | Tinus van Kampen | 5    |
| 3.     | Hennie van Nee   | 5    |
| 5.     | Henk Overmars    | 4    |
| 6.     | Rein van Veen    | 3    |
| Totaal | Totaal           | 37   |

| #      | Naam             | Goal |
| ------ | ---------------- | ---- |
| 1.     | Wim Bisschop     | 7    |
| 2.     | Tjeerd Henstra   | 6    |
| 3.     | Hennie van Nee   | 5    |
| 4.     | Rein van Veen    | 4    |
| 5.     | Tinus van Kampen | 2    |
| 6.     | Theo Heidenrijk  | 1    |
| Totaal | Totaal           | 25   |

### Punten per tegenstander
|       | Be Quick | Enschede Boys | Heerenveen | Hilversum | Oldenzaal | PEC | Rheden | Tubantia | Velocitas | Velox | Zeist | Zwartemeer |
| ----- | -------- | ------------- | ---------- | --------- | --------- | --- | ------ | -------- | --------- | ----- | ----- | ---------- |
| Thuis | 0        | 1             | 2          | 2         | 0         | 0   | 2      | 2        | 1         | 2     | 2     | 0          |
| Uit   | 0        | 1             | 0          | 0         | 2         | 1   | 1      | 0        | 0         | 0     | 1     | 0          |

### Doelpunten per tegenstander
|       | Be Quick | Enschede Boys | Heerenveen | Hilversum | Oldenzaal | PEC | Rheden | Tubantia | Velocitas | Velox | Zeist | Zwartemeer | Totaal |
| ----- | -------- | ------------- | ---------- | --------- | --------- | --- | ------ | -------- | --------- | ----- | ----- | ---------- | ------ |
| Thuis | 1        | 2             | 1          | 2         | 0         | 0   | 2      | 3        | 3         | 5     | 3     | 2          | 24     |
| Uit   | 1        | 0             | 4          | 1         | 2         | 1   | 1      | 2        | 1         | 0     | 0     | 0          | 13     |
|       |          |               |            |           |           |     |        |          |           |       |       |            | 37     |